# Район Нісі (Йокогама)
35°27′13″ пн. ш. 139°37′1″ сх. д. / 35.45361° пн. ш. 139.61694° сх. д.
Райо́н Ні́сі (яп. 西区, にしく, МФА: [ɲiɕi̥ ku], «Західний район») — район міста Йокогама префектури Канаґава в Японії. Станом на 1 квітня 2009 площа району становила 7,04 км². Станом на 1 липня 2011 населення району становило 95 065 осіб.

## Освіта
- Йокогамський державний університет (додатковий кампус)